# Première Ligue de football
La Première Ligue ou PL est un organe sportif, regroupant les équipes semi-professionnelles, qui gère les compétitions nationales semi-professionnelles du football masculin en Suisse. Il est l'un des trois organes de l'association suisse de football, avec la Swiss Football League et la Ligue Amateur de football.

## Fonctionnement
La ligue est composée de deux divisions : la Promotion League et la 1re ligue.